# Serie 100 de Renfe

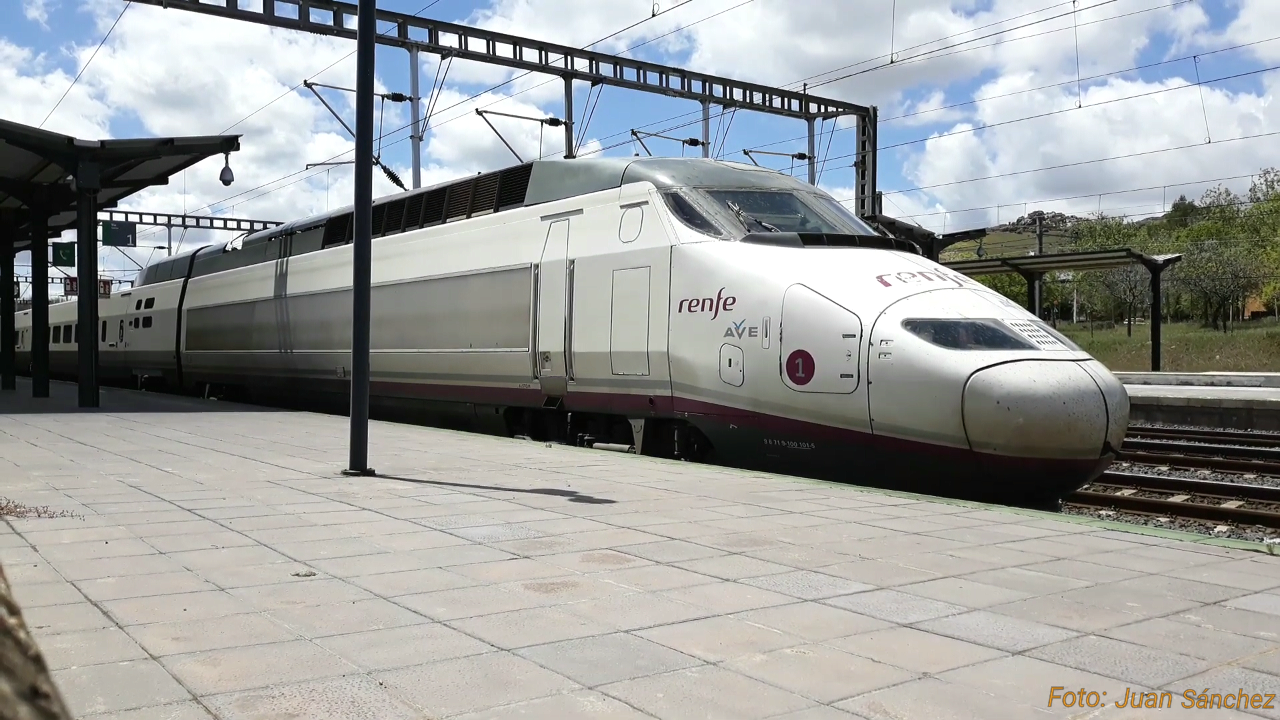
Unidad saliendo de Puertollano con destino a Madrid Pta. Atocha haciendo el servicio Sevilla-Madrid (26/4/2019)

La serie 100 de Renfe es la primera serie de trenes de alta velocidad de Renfe Viajeros. Este tren es al que siempre se le ha denominado como AVE, sigla de Alta Velocidad Española, y juego de palabras en el que se compara al tren con la familia de las aves, pero lo cierto es que AVE es el nombre del servicio de alta velocidad de Renfe Operadora.

## Descripción
La serie 100 está fabricada por Alstom y deriva directamente del TGV Atlantique francés. Está compuesta por 2 cabezas tractoras de 4.440 kW de potencia con 2 bogies motorizados cada una (total 4) y 8 remolques articulados con bogie compartido de suspensión secundaria neumática (SR10) , con lo que el tren suma 13 bogies, 4 de las 2 tractoras y 9 de los 8 remolques. A diferencia del modelo francés, este tiene ASFA 200 y LZB 80 como sistemas de señalización, además en 2004 se incluyeron a 9 de estos trenes el sistema ERTMS, 8 remolques en vez de 10, sistemas de refrigeración adaptados a las temperaturas de España, así como un diseño interior y exterior algo diferente.

## Historia
Esta serie vivió en su adjudicación todos los cambios y decisiones tomadas en el proceso de creación de la red de alta velocidad española. Aunque en un inicio se iba a construir un nuevo acceso ferroviario a Andalucía, el famoso N.A.F.A. (Nuevo Acceso Ferroviario a Andalucía), de ancho ibérico (1668 mm), a última hora se cambió, por lo que la previsión inicial de adquirir 24 unidades de ancho ibérico se cambió a 16 unidades de ancho internacional, que se recibieron entre 1991 y 1993, ya que no se necesitarían tantos trenes, y finalmente tras varias modificaciones en el contrato y una indemnización por los aplazamientos se entregaron las últimas 8 unidades, 2 de las cuales eran de ancho internacional y 6 de ancho ibérico. Estas 6 últimas formaron la Serie 101 de Renfe que prestaban el servicio Euromed de Renfe, por el corredor mediterráneo.
Esta serie, concretamente el tren 100-015, consiguió uno de los records de velocidad más importantes en España, alcanzando los 356,8 km/h sin apenas realizar modificaciones en él, siendo superado 15 años después por el S-103 (Siemens Velaro E) que alcanzó los 403,7 km/h también sin modificaciones. El S-100 ya había alcanzado anteriormente casi los 330 km/h en el proceso de homologación a 300 km/h. También fue usada para realizar pruebas con coches de Talgo.
Esta serie ha circulado prácticamente siempre por la LAV Madrid-Sevilla, aunque también ha estado dando servicio al corredor noreste (LAV Madrid-Zaragoza-Barcelona-Francia) hasta la puesta en servicio de la Serie 102 de Renfe. Las unidades que han circulado por estas vías han sufrido un cambio de pantógrafo, así como la instalación del sistema de señalización ERTMS.
En 2007, tras 15 años en servicio, la mitad de la vida útil pronosticada, esta serie ha sufrido una reforma interior y exterior para adecuarse más a las nuevas necesidades de los viajeros y dar un aspecto más nuevo.
En enero de 2011, Renfe adjudicó a Alstom la adaptación de 10 composiciones de la serie 100 para su futura explotación en la línea de Alta Velocidad entre Barcelona-París por 29,7 millones de euros. La transformación permitirá que los trenes puedan circular en tramos de 1,5 kV (cc). 
También se aumenta el número de plazas de los trenes hasta 347 al eliminar la clase club y se completa la señalización y el sistema de comunicaciones en cabina para los sistemas franceses. Los primeros trenes AVE adaptados deben estar listos para su explotación en otoño de 2012.
Adicionalmente a esta adjudicación, Renfe Operadora adjudicó también la implantación del sistema ERTMS, y la supresión de la clase club en los otros 14 trenes de la serie 100 por un importe de 5,7 millones de euros.
Renfe ofrece en alquiler varios trenes de la Serie 100.
Desde el año 2016, disponen de servicio de Wi-Fi, en los servicios Madrid-Sevilla.
En septiembre de 2018, Renfe procedió a su remotorización.
La serie inicial de 24 unidades actualmente está formada por 22 unidades puesto que 2 unidades han sido dadas de baja.

## Recorridos
A día de hoy las 22 unidades operativas se encargan de realizar la mayoría de los servicios AVE entre Madrid y Sevilla por la línea de Alta velocidad, así como la totalidad de los servicios entre Madrid Puerta de Atocha y Marsella, entre Barcelona Sants y Lyon o la práctica totalidad de los Madrid Puerta de Atocha - Huesca, entre otras relaciones. 
Desde 2018 realizan el servicio Madrid-Castellón gracias al Tercer Carril implantado en la línea convencional Valencia-Tarragona entre Valencia y Castellón, con una limitación de 160 en dicho tramo.

## Galería

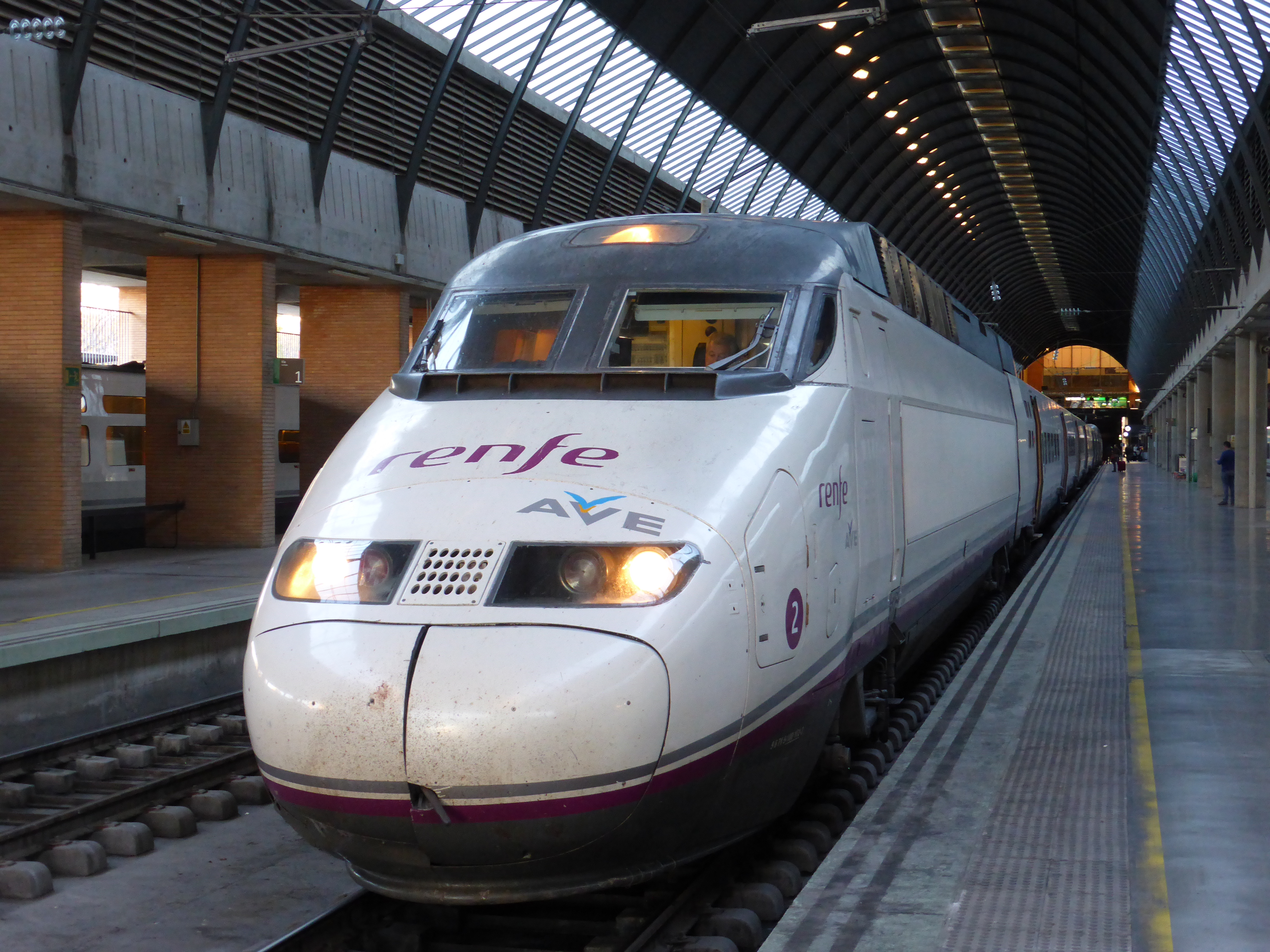
Cabeza motriz de una unidad estacionada en la estación de Sevilla-Santa Justa
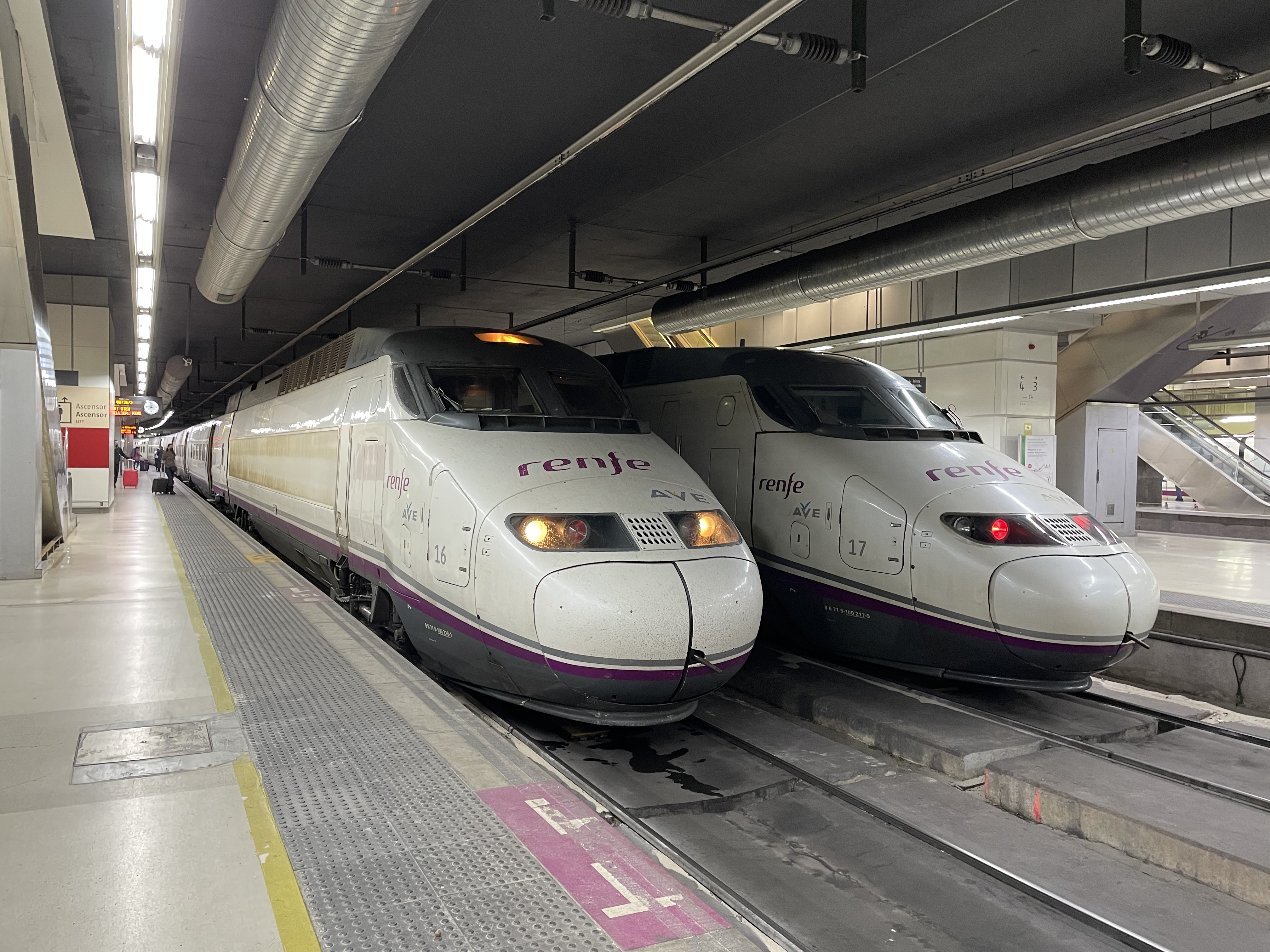
Trenes en la Estación de Barcelona-Sans
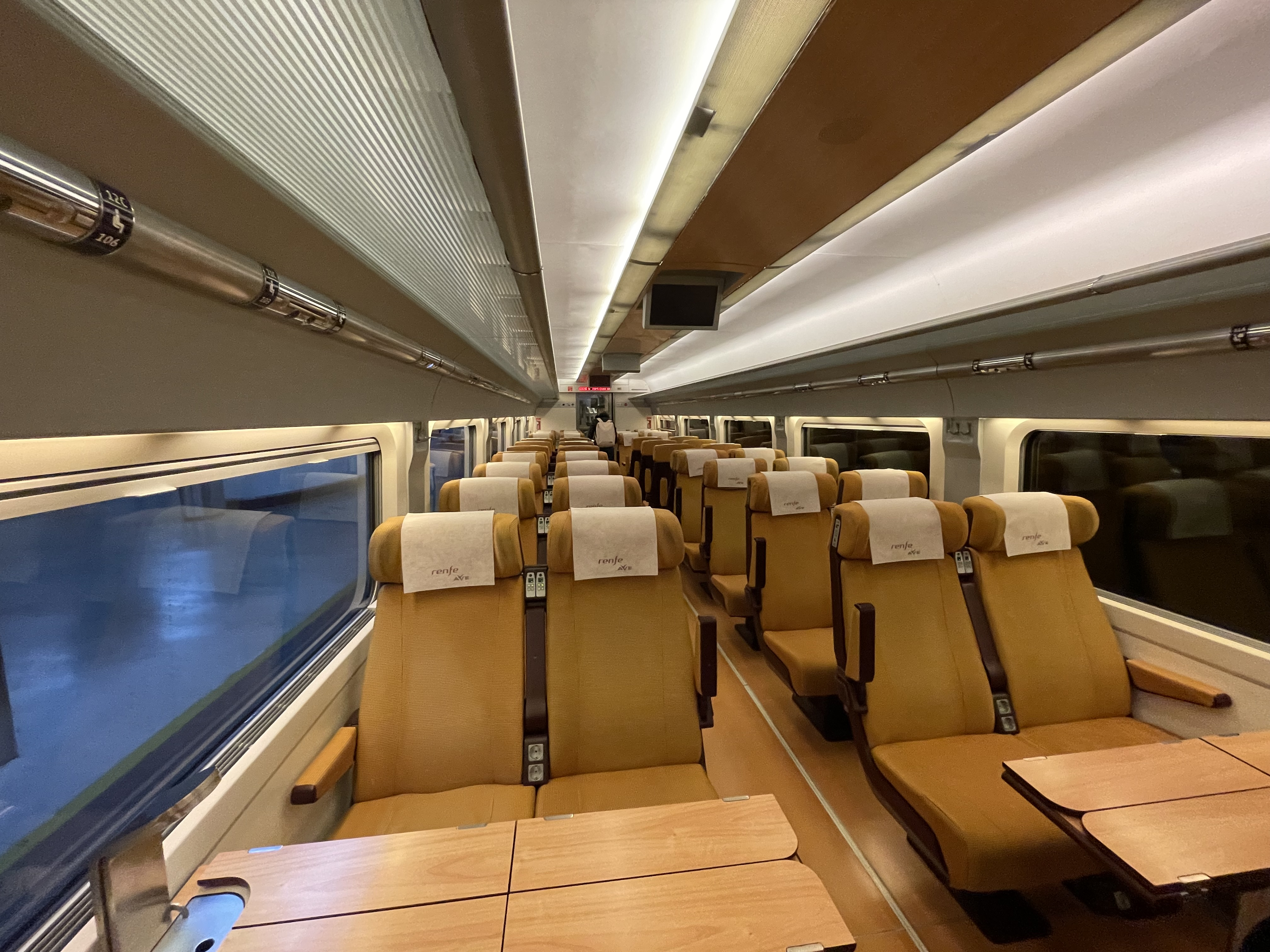
Interior de un coche de la clase Turista
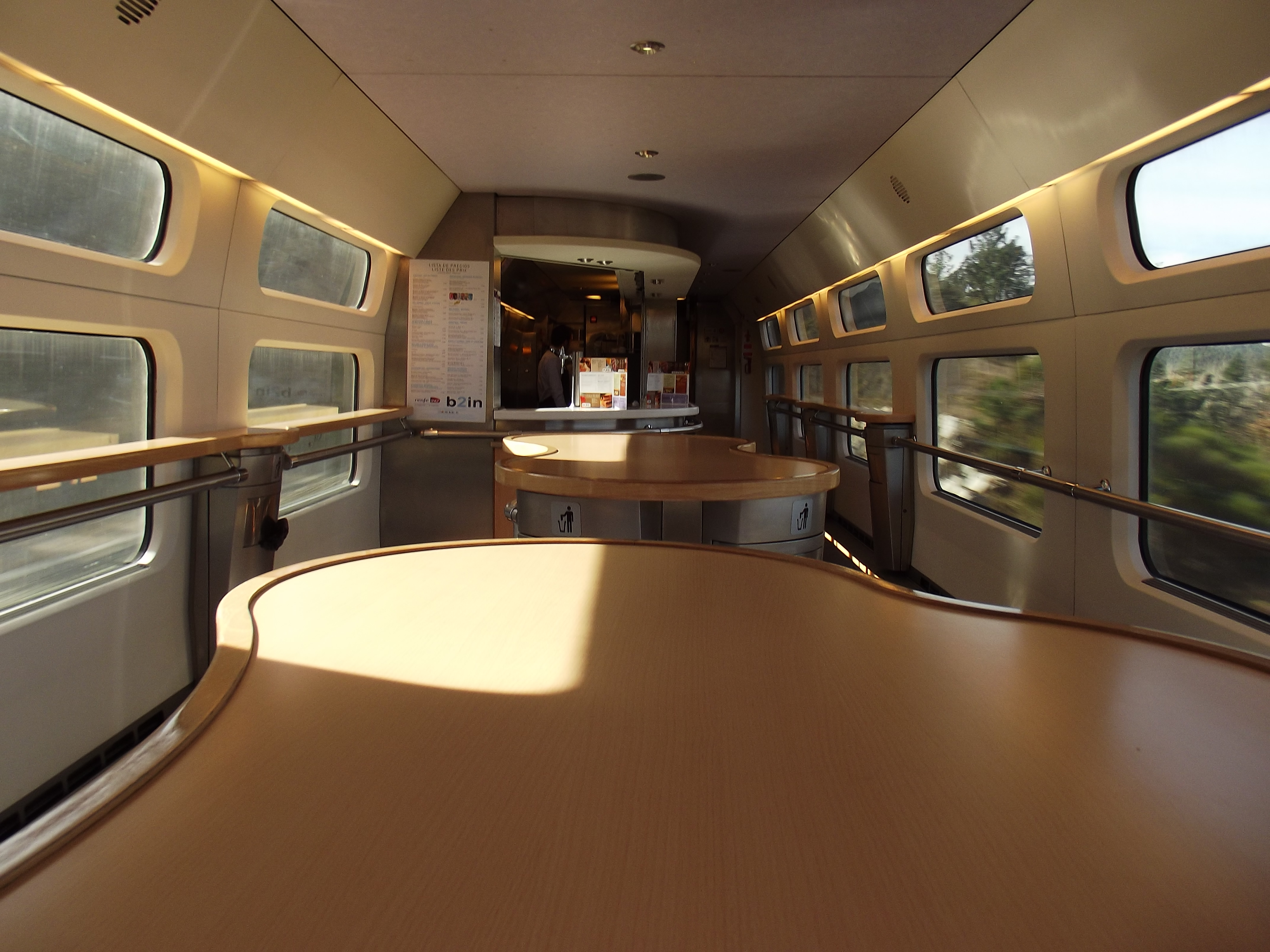
Interior de la cafetería